# Dichotomius quinquedens
Dichotomius quinquedens là một loài bọ cánh cứng trong họ Bọ hung (Scarabaeidae).